# Kociszew (Łódź)
Pour les articles homonymes, voir Kociszew.
Kociszew (prononciation [kɔˈt͡ɕiʂɛf]) est un village de la gmina de Zelów, du powiat de Bełchatów, dans la voïvodie de Łódź, situé dans le centre de la Pologne.
Il se situe à environ 7 kilomètres au nord-est de Zelów (siège de la gmina), 15 kilomètres au nord de Bełchatów (siège du powiat) et 35 kilomètres au sud de Łódź (capitale de la voïvodie).

## Administration
De 1975 à 1998, le village est attaché administrativement à l'ancienne voïvodie de Piotrków.

Depuis 1999, il fait partie de la nouvelle voïvodie de Łódź.

## Galerie
Quelques vues du village

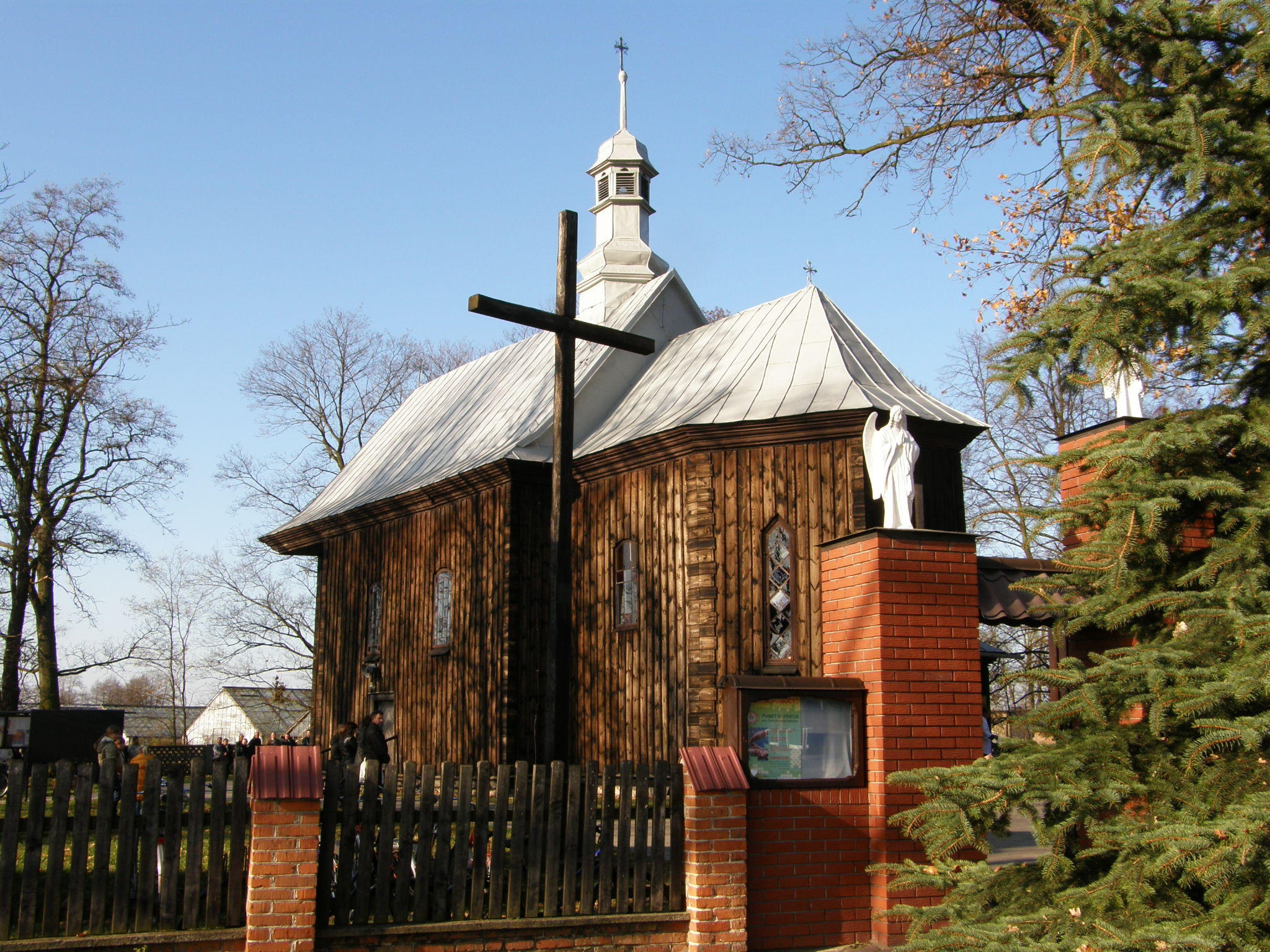
Église paroissiale Saint Theodore en bois de la seconde moitié du dix-huitième siècle.
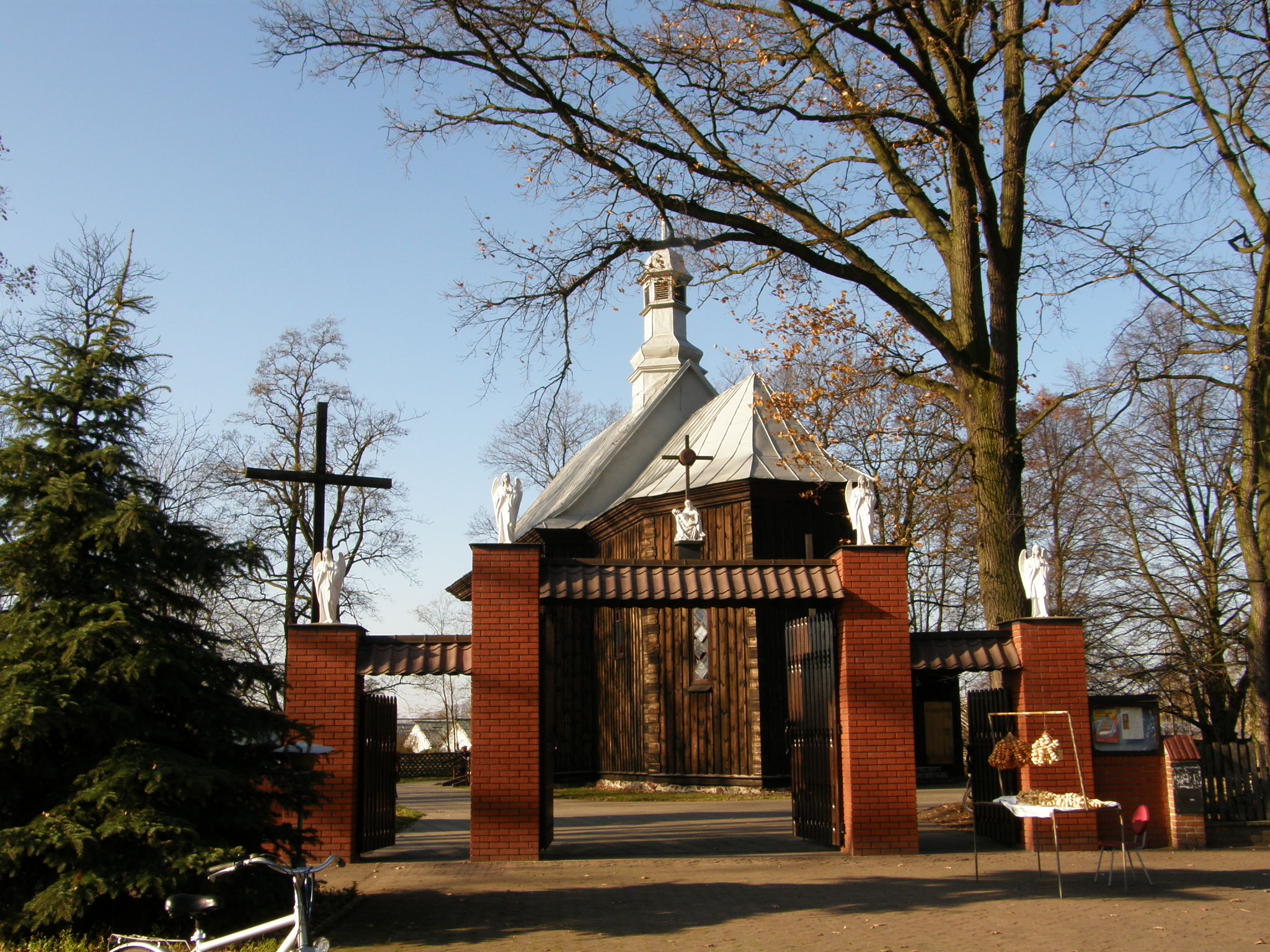
Porte en face de l'église